# Rainer Barzel
Pour les articles homonymes, voir Barzel.
Rainer Candidus Barzel, né le 20 juin 1924 à Braunsberg (aujourd’hui Braniewo, en Pologne) et mort le 26 août 2006 à Munich, est un homme d'État ouest-allemand de l’Union chrétienne-démocrate (CDU). Président du groupe CDU/CSU au Bundestag de 1964 à 1973 et président fédéral de la CDU de 1971 à 1973, il échoue à trois reprises à devenir chancelier fédéral, notamment lors de la première tentative de censure constructive de l’histoire de la République fédérale en avril 1972, rejetée à la suite de la défection de deux parlementaires dont un au moins avait été acheté par la Stasi. Cet échec met fin à sa rapide ascension au sein de l’Union et permet son éviction par son rival Helmut Kohl, qui réussit dix ans plus tard à ramener la CDU/CSU au pouvoir par la même procédure.
Réputé pour son conservatisme et son antisocialisme au début de sa carrière, Barzel mène l’opposition de droite à la coalition sociale-libérale de Willy Brandt sur une ligne qu’il veut modérée, efficace et constructive, et négocie la ratification des « traités orientaux » qui forment le pivot de l’Ostpolitik. C’est un ami personnel d’Helmut Schmidt depuis l’époque de la première grande coalition, au succès de laquelle leur coopération en tant que présidents de groupe a contribué.
Il est successivement ministre chargé des relations avec l’Allemagne de l’Est dans les cabinets Adenauer V (1962-1963) et Kohl I (1982-1983), puis président du Bundestag de 1983 à 1984.

## Formation et vie privée
Rainer Barzel naît en 1924 à Braunsberg, une enclave catholique de Prusse-Orientale. Issu d’une famille de sept enfants, il est le fils d’un professeur supérieur de lycée.
Il suit sa scolarité secondaire à Berlin, où sa famille a déménagé. Il est alors membre de l’association d’écoliers et d’étudiants catholiques Bund Neudeutschland, proche du centre catholique. Après une année au Canisius-Kolleg, un établissement jésuite, il est reçu à l’Abitur en 1941 dans un lycée d’humanités.
Appelé dans la Wehrmacht en 1941, il prend part à la Seconde Guerre mondiale dans l’aéronautique navale. Il termine la guerre comme professeur de tactique aérienne à l’école de marine de Kiel, avec le grade de lieutenant obtenu en 1943. Décoré de la croix de fer de deuxième classe, il restera réserviste.
Après la guerre, il étudie le droit et l’économie nationale à l’université de Cologne et est membre de la Katholische Studentenverein Borussia Königsberg zu Köln, une société d’étudiants catholique. En 1949, il est reçu au premier examen d’État et obtient un doctorat de droit sous la direction du philosophe du droit Ernst von Hippel (de). Il renonce cependant à passer le second examen d’État et intègre l’administration.
Barzel est marié trois fois. Il épouse en mai 1948 Kriemhild Schumacher, avec qui il a l’année suivante une fille, Claudia. En 1983, trois ans après la mort de Kriemhild, Barzel se remarie avec Helga Henselder, future présidente de l’organisation humanitaire Deutsche Welthungerhilfe, qui meurt en 1995 dans un accident de voiture. En mai 1997, il épouse en troisièmes noces l’actrice Ute Cremer.
Il est catholique pratiquant, et sa foi l’a aidé à traverser les épreuves rencontrées dans sa vie privée et dans sa carrière à partir des années soixante-dix, notamment le double échec à devenir chancelier en 1972, l’éviction de la direction de l’opposition en 1973, le suicide de sa fille en 1977, le décès de ses deux premières épouses en 1980 et 1995, et son implication dans l’affaire Flick en 1984.

## Carrière

### Passage dans l’administration
Entré dans l’administration de Rhénanie-du-Nord-Westphalie en janvier 1949, Barzel fait d’abord partie de la délégation du Land au conseil économique de la Bizone à Francfort-sur-le-Main, puis est transféré au printemps à la représentation de Rhénanie-du-Nord-Westphalie auprès de la Fédération, à Bonn, où il participe à l’organisation de la commission de conciliation entre le Bundestag et le Bundesrat et à l’élaboration du règlement du Bundestag.
De 1952 à 1955, il représente la Rhénanie-du-Nord-Westphalie aux négociations sur la Communauté européenne du charbon et de l’acier au Luxembourg.

### Débuts en politique
Après la guerre, Barzel ne s’engage d’abord dans aucun parti, bien qu’il évoque avec sympathie la refondation du Zentrum dans son premier livre, Les Fondements intellectuels des partis, qu’il fait paraître en 1947 à l’âge de vingt-trois ans. Après l’échec du Zentrum, il adhère finalement à la CDU en 1954. Il devient en 1955 conseiller et rédacteur de discours pour Karl Arnold, ministre-président de Rhénanie-du-Nord-Westphalie, qui le rapproche de l’aile centriste. Patronné par Arnold, il entre rapidement au bureau de la fédération de Westphalie-Lippe, puis l’année suivante au bureau du groupe de travail réunissant les deux fédérations de Rhénanie-du-Nord-Westphalie.
Il est élu pour la première fois au Bundestag lors des élections du 27 septembre 1957 dans la circonscription de Paderborn, et tient le 29 avril 1958 son premier discours, lors duquel il attaque l’opposition sociale-démocrate qui réclame l’organisation d’un référendum sur la question nucléaire.
Après la mort d’Arnold en 1958, Barzel adopte au tournant des années soixante des positions résolument conservatrices et antisocialistes. Il fonde le 20 février 1959 avec Franz Josef Strauß le comité Sauvez la liberté (Rettet die Freiheit), dont il prend la présidence. La publication par ce comité d’un « livre rouge » (Rotbuch) désignant comme communistes quatre cent cinquante-trois personnalités publiques lui attire de vives attaques ainsi que plusieurs plaintes, et il doit s’en distancier après avoir été comparé au sénateur américain Joseph McCarthy. En 1961, il cherche sans succès à faire créer par la CDU un « grand contre-syndicat » afin de lutter contre la Confédération allemande des syndicats (DGB). Il avance plusieurs propositions controversées, comme le rétablissement de la peine de mort ou la combinaison des élections fédérales et provinciales, le résultat du vote pour le Bundestag au sein d’un Land déterminant la répartition des voix au Landtag. Lors du congrès de 1962, il dépose un mémoire défendant un renforcement du caractère catholique des positions de la CDU, ce qui lui attire les critiques des fédérations du Nord du pays ainsi que des régions protestantes de Bade-Wurtemberg.

### Ascension au sein de l’Union

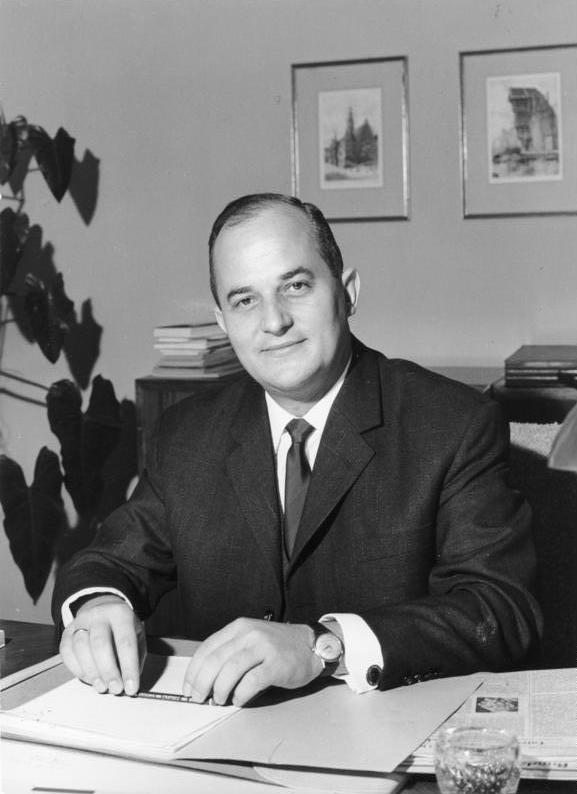
Barzel, nouveau ministre fédéral des Questions pan-allemandes, à son bureau fin décembre 1962.

Ses qualités d’orateur et la vigueur de ses attaques contre la gauche valent à Barzel une rapide ascension au sein de l’Union. Il entre en 1960 au bureau fédéral de la CDU et au bureau du groupe CDU/CSU au Bundestag. Le 13 décembre 1962, lors du remaniement gouvernemental consécutif à l’affaire du Spiegel, il devient ministre fédéral des Questions pan-allemandes et est à trente-huit ans le plus jeune membre du cabinet. Moins d’un an plus tard, lors de la formation du cabinet Erhard I, le Parti libéral-démocrate obtient cependant ce portefeuille pour son président Erich Mende, et Barzel doit quitter le cabinet le 11 octobre.

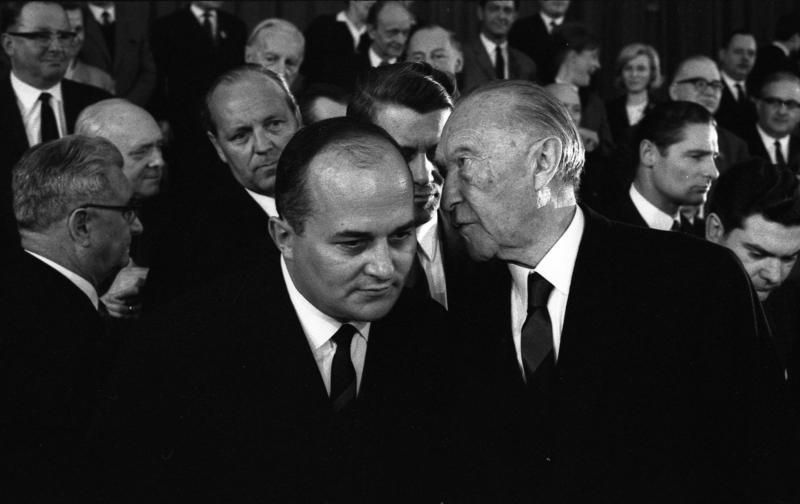
Barzel en conversation avec l’ancien chancelier Konrad Adenauer au congrès de la CDU à Dusseldorf en mars 1965.

À partir de 1963, il supplée le président du groupe CDU/CSU Heinrich von Brentano, gravement malade, avant de lui succéder après sa mort le 1er décembre 1964. Au Bundestag, il est de 1965 à 1969 membre de la commission chargée du contrôle des services de renseignement de la Fédération, et en 1968 de la deuxième commission d’enquête parlementaire sur leur coordination.
Candidat à la présidence de la CDU contre le chancelier Ludwig Erhard lors du congrès du printemps 1966, il est élu vice-président. Soutenu par Adenauer qui voit en lui un possible chancelier, il contribue à faire chuter Erhard quelques mois plus tard, et se porte en octobre candidat à la désignation par le groupe CDU/CSU de son successeur à la chancellerie. Il est cependant en mauvaise position en raison de l’hostilité de Franz Josef Strauß, président de la CSU, qui a également des visées à moyen terme sur la fonction et souhaite éviter l’élection d’un chancelier trop jeune. Le groupe se divisant sur la politique étrangère entre les « gaullistes », représentés par Barzel, et les « atlantistes », représentés par le ministre des Affaires étrangères Gerhard Schröder ; Kurt Georg Kiesinger, ministre-président de Bade-Wurtemberg et candidat de compromis, est élu le 10 novembre au troisième tour de scrutin, Barzel terminant troisième et dernier avec 26 voix sur 244.
Pendant les trois années de la grande coalition, Barzel est chargé avec Helmut Schmidt, - qui préside le groupe SPD et devient un ami personnel -, d’assurer le bon fonctionnement de la coalition au Bundestag, de manière relativement indépendante du chancelier. Il fait partie des défenseurs de l’introduction du scrutin uninominal majoritaire à un tour, à laquelle renonce finalement la coalition.

### Chef de l’opposition
Après le renvoi de la CDU/CSU dans l’opposition en 1969, Barzel renforce au sein de l’Union la position du groupe comme centre de pouvoir et de décision. Il s’éloigne de ses positions conservatrices antérieures pour réunir autour de lui les parlementaires attirés par une ligne constructive et pragmatique vis-à-vis du nouveau gouvernement, contrastant en cela avec l’ancien chancelier Kurt Georg Kiesinger, encore président de la CDU, et Franz Josef Strauß, président de la CSU, tenants d’un rejet radical de la coalition sociale-libérale, notamment sur la question de l’Ostpolitik. Le 4 octobre 1971, après avoir conclu une alliance avec Strauß contre son nouveau rival Helmut Kohl, ministre-président de Rhénanie-Palatinat, il est élu président fédéral de la CDU, et le 10 décembre, il est désigné comme candidat de la CDU/CSU à la chancellerie.
Au printemps 1972, le groupe CDU/CSU, à la suite de plusieurs ralliements de parlementaires libéraux-démocrates et sociaux-démocrates depuis 1969, comprend 247 membres contre 249 pour les groupes SPD et FDP, et est par ailleurs assuré du soutien de deux libéraux-démocrates « de droite ». Barzel pense disposer de la majorité absolue des voix nécessaire à l’élection du chancelier fédéral, ce qui le décide à déposer le 25 avril sa candidature à la chancellerie dans le cadre d’une motion de censure constructive contre Willy Brandt, une procédure utilisée pour la première fois dans l’histoire de la République fédérale. Cette tentative est mal reçue par l’opinion publique, dont une majorité soutient le gouvernement, et des manifestations sont organisées contre le « putsch de Barzel ». Le vote a lieu le 27 avril, et à la surprise générale, la motion n’obtient que 247 voix, soit deux voix de moins que nécessaire. Il sera découvert par la suite que sur ces deux voix, celles du chrétien-démocrate Julius Steiner (de) et du chrétien-social Leo Wagner (de), une au moins a été achetée par la Stasi, le gouvernement est-allemand souhaitant le maintien de Brandt au pouvoir.

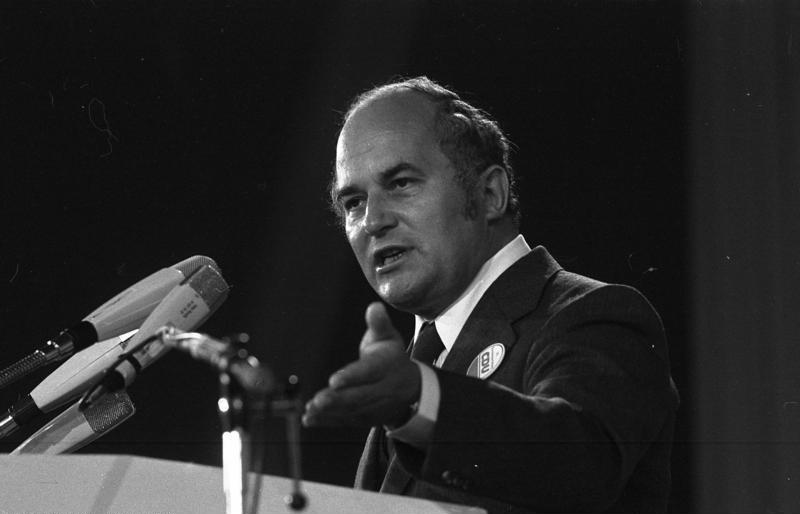
Barzel en campagne en octobre 1972.

La coalition ayant tout de même perdu sa majorité, elle doit s’entendre avec l’opposition pour faire ratifier le traité de Moscou et le traité de Varsovie, une question qui agite la classe politique depuis le début de l’année. Face au rejet catégorique d’une grande partie de son groupe, Barzel se distingue du « Non » en résumant sa position par la formule « Pas comme ça ! » (« So nicht! ») : s’il accepte un modus vivendi avec les voisins orientaux de la République fédérale, il craint que les traités ne passent pour un règlement de la question allemande et une reconnaissance de la frontière avec la Pologne et ne remettent en cause l’ancrage atlantique et européen de l’Allemagne de Bonn. Au plan intérieur, il se fait également le défenseur des réfugiés et expulsés de 1945, qui forment une partie significative de l’électorat conservateur et dont il craint une radicalisation. Afin de débloquer la situation, le cabinet accepte de faire voter le 9 mai une résolution commune des groupes du Bundestag exposant les fondements et objectifs de la politique allemande et étrangère de la République fédérale. Cette clarification lève les réticences de Barzel qui, avec le porte-parole chrétien-démocrate pour la politique allemande Richard von Weizsäcker, se déclare prêt à voter la ratification. Il échoue cependant à emporter l’adhésion de la CSU et de l’aile conservatrice de la CDU, et la droite s’accorde pour s’abstenir, permettant ainsi la ratification des traités le 17 mai par le Bundestag et le 19 par le Bundesrat.

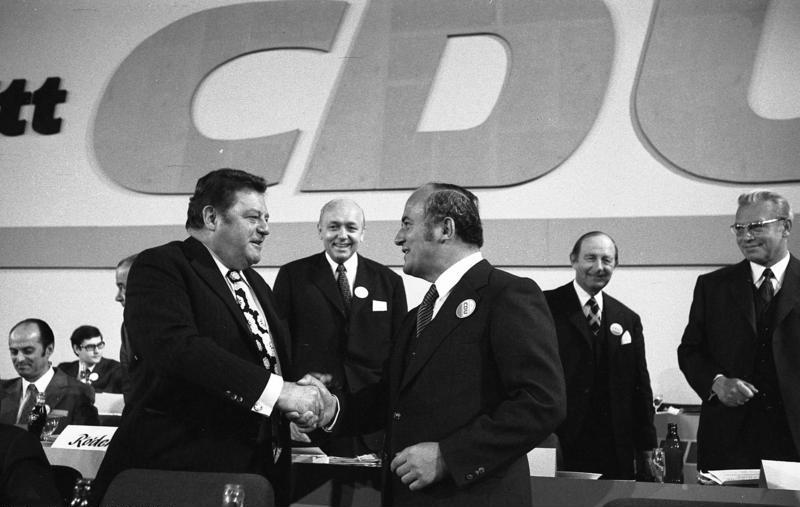
Barzel, à droite, serrant la droite à Franz Josef Strauß, président de la CSU, en octobre 1972.

Lors des élections anticipées de l’automne, provoquées par le cabinet Brandt afin de retrouver une majorité, Barzel est candidat de la CDU/CSU à la chancellerie. La campagne est dominée par le traité fondamental, conclu le 8 novembre avec l’Allemagne de l’Est. Barzel s’y oppose, et le 15 novembre, lors d’un débat télévisé entre les présidents des quatre partis du Bundestag, déclare qu’il ne le fera pas ratifier s’il devient chancelier à moins que la RDA ne lève l’ordre de tirer sur ceux de ses citoyens qui tentent de franchir le mur de Berlin. Ses exigences placent la droite en porte-à-faux avec une majorité de l’opinion publique, qui donne le 19 novembre une large victoire à la coalition sociale-libérale, le SPD obtenant pour la première fois dans l’histoire de la République fédérale plus de sièges que la CDU/CSU, avec 45,8 % des secondes voix (+ 3,1 points) contre 44,9 % (– 1,2 point).
Affaibli par ses deux échecs à conquérir la chancellerie, Barzel démissionne le 9 mai 1973 des fonctions de président de la CDU et de président du groupe CDU/CSU, au lendemain du refus du groupe de voter l’adhésion de la République fédérale à l’Organisation des Nations unies. Il sera soupçonné une décennie plus tard, lors de l’affaire Flick, que le départ de Barzel a été facilité par un contrat de conseiller dans un cabinet d’avocats de Francfort résultant d’un versement de la société Flick. Karl Carstens le remplace à la tête du groupe le 17 mai, et Helmut Kohl, qui a annoncé le 28 janvier qu’il était de nouveau candidat à la présidence du parti, y est élu le 12 juin.

### Après les échecs à la chancellerie

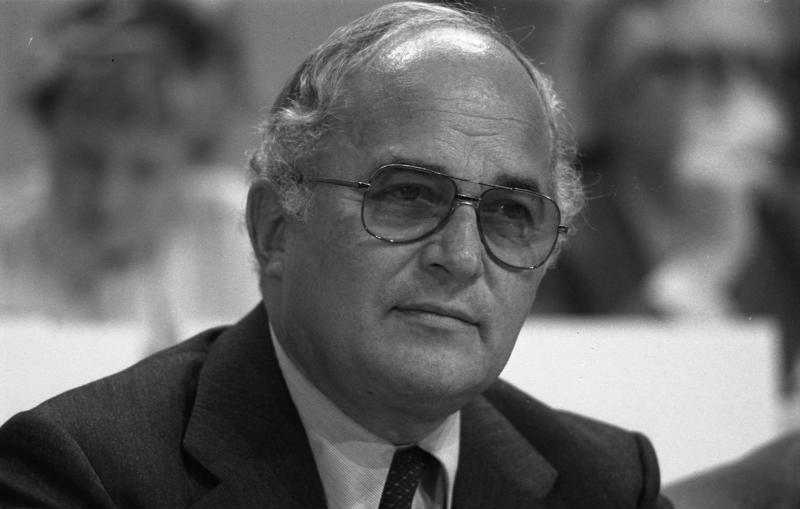
Barzel en novembre 1981, à cinquante-sept ans.

Après avoir quitté la tête de la CDU, Barzel est de 1976 à 1979 président de la commission de l’économie du Bundestag, de 1980 à 1982 président de la commission des affaires étrangères, et à partir de février 1980 coordinateur pour la coopération franco-allemande auprès du chancelier Helmut Schmidt.
Le 1er octobre 1982, Barzel, chargé par le groupe CDU/CSU de défendre la motion de censure constructive déposée contre le chancelier Schmidt par la nouvelle coalition noire-jaune de son ancien rival Helmut Kohl, insiste sur la légitimité de la procédure en régime représentatif : « Notre peuple élit des députés. Le jour de l’élection, notre peuple n’élit pas le chancelier ». Le 4 octobre, Kohl nomme Barzel ministre fédéral des Relations intra-allemandes dans son nouveau cabinet.
Après les élections anticipées du 6 mars 1983, Barzel est élu le 19 mars président du Bundestag par 407 voix sur 509, et quitte le cabinet où il est remplacé par Heinrich Windelen. Il se montre un président flegmatique : quand les membres du groupe vert, nouvellement entrés au Bundestag, restent debout après le début de la séance alors que le chancelier Kohl doit prendre la parole, il leur indique ironiquement que les parlementaires ont l’habitude de travailler assis, mais que si certains souhaitent « faire preuve de déférence vis-à-vis du Dr Helmut Kohl », il ne s’y opposera pas, ce qui les décide à s’asseoir.
Il fait partie des personnalités impliquées dans l’affaire Flick en raison d’un versement d’1,7 million de Deutsche Mark par la société Flick au cabinet d’avocats qui l’a embauché en 1973. Incapable de se disculper lors de son audition par la commission d’enquête parlementaire le 24 octobre 1984, il démissionne le lendemain de la présidence du Bundestag. Une enquête pour fraude fiscale est ouverte en 1985, mais il est innocenté l’année suivante.
Il redevient en avril 1986 coordinateur pour la coopération franco-allemande, auprès du chancelier Kohl.

### Retraite politique

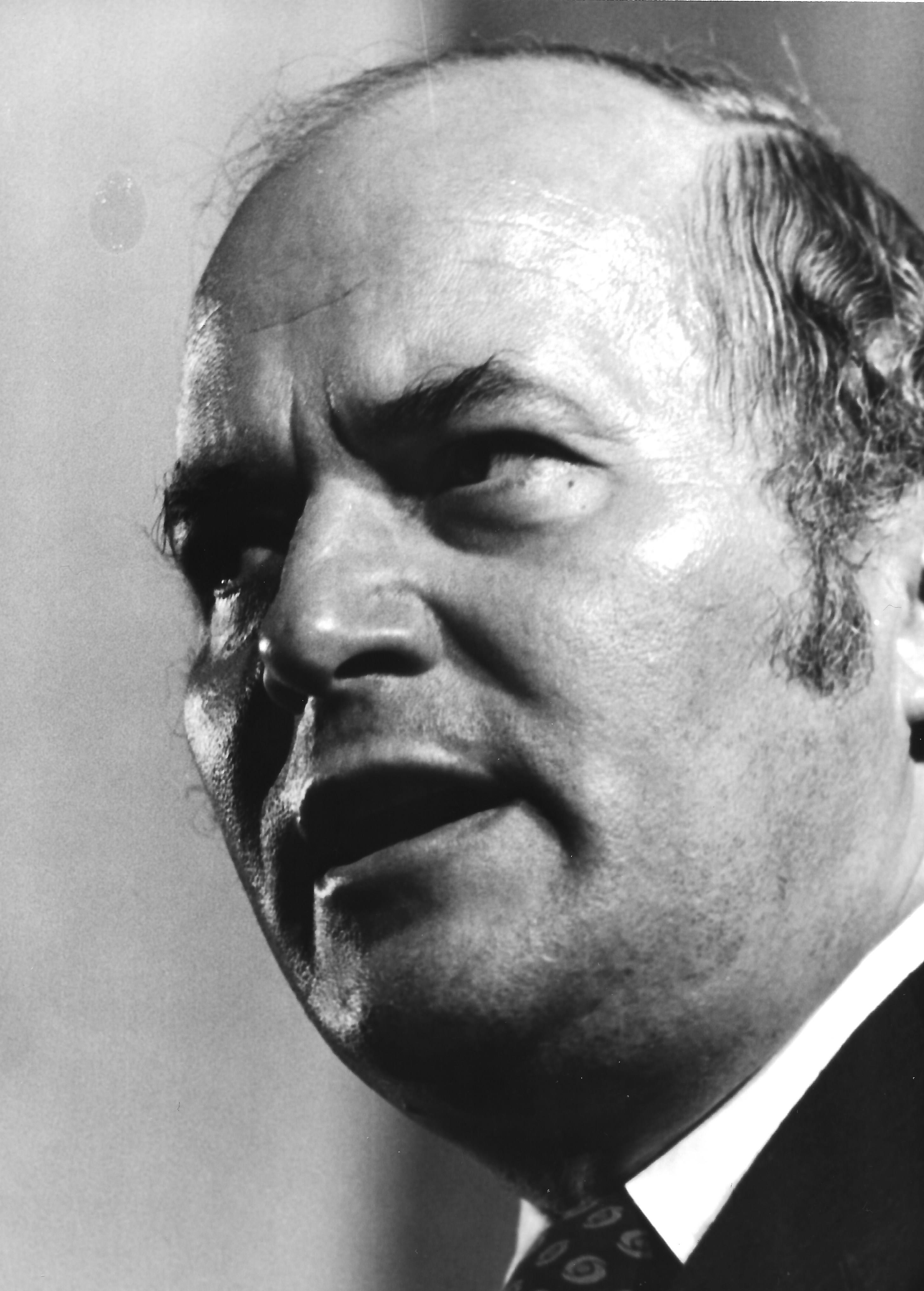
Rainer Barzel en 1971.

Barzel quitte le Bundestag lors des élections de 1987, après trente ans de mandat. Après son retrait de la vie politique, il travaille comme avocat, essayiste et consultant.
En 1987, il est l’auteur avec un réalisateur polonais d’un film sur son retour dans sa région de naissance, devenue polonaise après la Seconde Guerre mondiale, Zu Besuch, aber nicht als Fremder (« En visite, mais pas comme étranger »). Il consacre en 1989 un second film à Jérusalem inspiré par son intérêt pour le processus de paix israélo-palestinien, Jerusalem, eine Stadt, die uns angeht (« Jérusalem, une ville qui compte pour nous »). Il publie plusieurs ouvrages sur l’avenir de l’Allemagne et deux livres de souvenirs.
Établi à la fin de sa vie près de Munich, Barzel, qui est alors le dernier ministre survivant de l’ère Adenauer, est atteint par un cancer et meurt en août 2006. Un requiem est célébré en sa mémoire le 5 septembre à la cathédrale de Bonn par le cardinal Karl Lehmann, et le Bundestag organise le 22 septembre une cérémonie officielle dans la salle des séances plénières, lors de laquelle prennent la parole Norbert Lammert, président, Helmut Schmidt, ancien chancelier et ami personnel de Barzel, et Angela Merkel, chancelière fédérale.

## Publications
- Die geistigen Grundlagen der politischen Parteien, Schwippert, Bonn, 1947, 198 p.
- Souveränität und Freiheit: Eine Streitschrift, Pick, Cologne, 1950, 90 p.
- Die deutschen Parteien, Schaffrath, Geldern, 1952, 262 p.
- Karl Arnold: Grundlegung christlich-demokratischer Politik in Deutschland. Eine Dokumentation, préface d’Heinrich Lübke, postface de Konrad Adenauer, Berto-Verlag, Bonn, 1960, 248 p.
- Mater et magistra und praktische Politik: Ein Diskussionsbeitrag aus dem politischen Alltag, Fromm, Osnabrück, 1962, 118 p.
- Untersuchungen über das geistige und gesellschaftliche Bild der Gegenwart und die künftigen Aufgaben der CDU, Dortmund, 1962.
- Zur neuen wirklichkeit, Siering, Bonn, 1965, 95 p.
- Gesichtspunkte eines Deutschen, Econ-Verlag, Düsseldorf et Vienne, 1968, 291 p.
- (de) Rainer Barzel, Es ist noch nicht zu spät, München Zürich, Droemer-Knaur, 1976, 190 p. (ISBN 3-426-04586-9)
- (de) Rainer Barzel, Auf dem Drahtseil, Munich et Zurich, Zürich Droemer-Knaur, 1978, 246 p. (ISBN 3-426-05609-7)
- (de) Rainer Barzel, Das Formular, Munich, Droemer Knaur, 1979, 107 p. (ISBN 3-426-19012-5)
- (de) Rainer Barzel, Unterwegs : woher und wohin, Munich, Droemer Knaur, 1982, 238 p. (ISBN 3-426-26057-3)
- (de) Rainer Barzel, Im Streit und umstritten : Anmerkungen zu Konrad Adenauer, Ludwig Erhard und den Ostverträgen, Frankfurt/Main, Ullstein, 1986, 23 p. (ISBN 3-550-06409-8)
- (de) Rainer Barzel, Geschichten aus der Politik : Persönliches aus meinem Archiv, Frankfurt/Main, Ullstein, 1987, 246 p. (ISBN 3-550-07982-6)
- (de) Rainer Barzel, Plädoyer für Deutschland, Francfort-sur-le-Main et Berlin, Ullstein, 1989, 238 p. (ISBN 3-550-07274-0)
- (de) Rainer Barzel, So nicht! : für eine bessere Politik in Deutschland : entretien avec Günther Scholz, Düsseldorf New York, ECON Verlag, 1993, 272 p. (ISBN 3-430-18037-6)
- (de) Rainer Barzel, Deutschland-- was nun? : zwei ungehaltene Reden, Bonn, Bouvier, 1996, 82 p. (ISBN 3-416-02630-6)
- (de) Rainer Barzel, Von Bonn nach Berlin : Deutschland verändert sich, Bonn, Bouvier, 1997, 160 p. (ISBN 3-416-02680-2)
- (de) Rainer Barzel, Die Tür blieb offen : mein persönlicher Bericht über Ostverträge, Misstrauensvotum, Kanzlersturz, Bonn, Bouvier, 1998, 219 p. (ISBN 3-416-02836-8)
- (de) Rainer Barzel, Ein gewagtes Leben : Erinnerungen, Stuttgart, Hohenheim, 2001, 456 p. (ISBN 3-89850-041-1)
- (de) Rainer Barzel, Was war, wirkt nach : wohin geht's mit Deutschland, Munich, Olzog, 2005, 160 p. (ISBN 3-7892-8172-7)

## Distinctions
- 1984 : citoyen d’honneur de la ville de Paderborn

## Ressources